# Gryffindori na Harryjevoj godini
Ovaj članak je o manjim likovima iz Gryffindora koji su na istoj godini kao i Harry. Za više informacija o Ronu Weasleyju, Hermioni Granger i Nevilleu Longbottomu pogledajte njihove članke.

## Lavender Brown
Lavender Brown dobra je prijateljica Parvati Patil. Obje pohađaju iste izborne predmete: Proricanje sudbine i Skrb za magična stvorenja. Lavender je na Božićni bal došla sa Seamusom Finniganom. Lavender je u početku vjerovala tvrdnjama o Harryju koje su iznošene u "kampanji" Ministarstva protiv njega, ali se kasnije pridružila Dumbledoreovoj Armiji. Dijeli spavaonicu u Hogwartsu s Hermionom Granger i Parvati Patil.
Lavender u Harryju Potteru i Zatočeniku Azkabana saznaje da je njezin zec, Binky, uginuo. Kako je Binkyja ubila lisica, a ona je primila tu vijest na dan kad je prof. Trelawney rekla da će se dogoditi nešto čega se bojala, Lavender je bila uvjerena u moći prof. Trelawney. Ali Hermiona je istaknula da je Lavender tek taj dan saznala što se Binkyju dogodilo i da on nije uginuo tog dana, a i da se bojala da će se to dogoditi, ne bi se toliko šokirala kad je primila vijest.
U Harryju Potteru i Princu miješane krvi, Lavender se počne sviđati Ron, kojem daje nadimak Jon-Jon, i oni počnu hodati, iako bi se to moglo opisati i kao beskonačno ljubljenje. Lavender je ljubomorna zbog količine pažnje i vremena koje Ron i Hermiona još uvijek posvećuju jedno drugome. U početku njihove veze Hermiona ne razgovara s Ronom, ali kad se pomire, poveća se i Lavenderina paranoja. Nakon nekog vremena "nogirala" je Rona zato što ga je vidjela kako izlazi iz muške spavaonice s Hermionom (Harry je također u tom trenutku izašao iz spavaonice, ali je nosio plašt nevidljivosti). Ali Ron zbog toga nije bio razočaran, zapravo je bio sretan što on nije morao ostaviti Lavender jer ga je zamaralo to što je ona stalno željela biti s njim. Lavender pokaže da je uzrujana zbog prekida kad vidi Rona kako miče lažne snježne pahuljice s Hermioninih ramena. Lavender je odmah počela plakati.

## Seamus Finnigan
Seamus Finnigan (ime se izgovara ŠEJ-mus) ima irske korijene i obožava metloboj. Ima jako izražen naglasak. Dijeli spavaonicu u Hogwartsu s Harryjem Potterom, Ronom Weasleyjem, Nevilleom Longbottomom i najboljim prijateljem Deanom Thomasom. Na Božićni bal došao je s Lavender Brown.
Finale Svjetskog prvenstva u metloboju gledao je s Weasleyjevima i Harryjem, i naravno, navijao je za Irsku a ne za Bugarsku. Njegova je majka vještica, a njegov otac, bezjak, saznao je to tek poslije vjenčanja.
Zbog utjecaja svoje majke i Dnevnog proroka, Seamus nije potpuno vjerovao Harryju na početku njihove pete godine, a to je izazvalo mnogo napetosti u spavaonici, na nastavi i u društvenoj prostoriji. Ali ipak je povjerovao Harryju nakon što je pročitao njegov intervju u Odgonetaču te je otišao na svoj prvi i posljednji sastanak Dumbledoreove Armije. Na kraju Harryja Pottera i princa miješane krvi glasno se posvađao sa svojom majkom koja ga je željela odvesti iz Hogwartsa - na kraju je ipak pristala na to da ostane na Dumbledoreovu pogrebu. To pokazuje da je Seamusovo poštovanje prema Dumbledoreu vjerojatno ipak bilo veće nego što je pokazao na početku Harryja Pottera i Reda feniksa.

## Parvati Patil
Parvati Patil tamnokosa je Gryffindorka s Harryjeve godine.Ima sestru blizanku Padmu koja je u Ravenclawima. Na Božićni bal išla je s Harryjem zato što je njegova simpatija, Cho Chang, išla s Cedricom Diggoryjem. Kad su Harry i Ron rekli Deanu, Seamusu i Nevilleu da idu na bal sa sestrama Patil, vidljivo ljubomorni Dean promumljao je nešto o tome kako su njih dvojica uspjeli dobiti najzgodnije cure na godini. Parvati i njezina sestra Padma pridružile su se Dumbledoreovoj Armiji na petoj godini. Parvati dijeli spavaonicu u Hogwartsu s Hermionom Granger i Lavender Brown.
Parvatina je najbolja prijateljica Lavender. One imaju slične interese: Proricanje sudbine, dečke i jednoroge, iako se Parvati, kao i Harry, ponekad osjećala umorno i posramljeno zbog Lavenderinog ponašanja kad je izlazila s Ronom Weasleyjem u Harryju Potteru i Princu miješane krvi. Njezin je najdraži predmet Proricanje sudbine kod prof. Trelawney, a jednako uživa i u Skrbi za magična stvorenja (ali kod prof. Grubly-Plank).
Roditelji sestara Patil u Princu miješane krvi, nakon napada na Katie Bell, ozbiljno su razmišljali da odvedu sestre iz Hogwartsa, ali ih je Parvati uspjela uvjeriti da to ne učine. Ipak, jutro nakon Dumbledoreove smrti sestre više nisu bile u Hogwartsu. Roditelji su ih odveli preko noći i nijedna nije ostala na Dumbledoreovu pogrebu.
Imena Parvati i njezine sestre, kao i njihova pojavljivanja u filmovima upućuju na njihovo indijsko podrijetlo. Patil je tako uobičajeno prezime u indijskoj državi Maharashtra. Parvati je usto i ime jedne hindu božice.
U Harryju Potteru i Zatočeniku Azkabana Parvati glumi Sitara Shah, a u Harryju Potteru i Plamenom Peharu Shefali Chowdhury.

## Dean Thomas
Dean Thomas Gryffindor je poznat po tome što mu od ruke idu crtanje i krivotvorenje potpisa. Dijeli spavaonicu u Hogwartsu s Harryjem Potterom, Ronom Weasleyjem, Nevilleom Longbottomom i najboljim prijateljem, Seamusom Finniganom.
Dean dolazi iz bezjačke obitelji što dokazuje i njegovo navijanje za nogometni klub West Ham United. Kako nije imao pojma koje predmete izabrati za treću godinu, jednostavno je zatvorio oči i uperio štapić u popis. J.K. Rowling otkrila je da su Deana odgojili njegova majka i očuh zato što je njegov pravi otac napustio obitelj kad je Dean bio mlađi. Dean je odrastao s mnogo polubraće i polusestara. Kad je dobio pismo iz Hogwartsa, njegova se majka pitala je li njegov pravi otac bio čarobnjak. Istina, koja nikad nije otkrivena, jest da su Deanova oca ubili smrtonoše zato što im se nije želio pridružiti. Dean je to trebao doznati tijekom svog boravka u Hogwartsu, ali Rowling je izbacila taj dio u ranoj verziji Odaje tajni.
"Žrtvovala sam Deanovo putovanje do otkrića za Nevilleovo koje je i puno važnije za glavnu radnju."
Iako se ta informacija nikad nije pojavila u romanima, smatra se točnom zato što je spomenuta na službenoj stranici J.K.Rowling. 
Dean je najbolji prijatelj Seamusa Finnigana, ali on je vjerovao Harryjevoj tvrdnji da se Voldemort vratio i tijekom pete godine u Hogwartsu bio je član Dumbledoreove Armije. Smatra Parvati i Padmu Patil najzgodnijim curama na njihovoj godini. Na kraju Harryja Pottera i Reda feniksa počeo je hodati s Ginny Weasley, ali prekinuli su nešto prije kraja Princa miješane krvi. Prema Hermioni, njihova veza nije bila baš stabilna, ali prekid se dogodio zbog nesporazuma koji je izazvao Felix Felicis koji je popio Harry i kojem se sviđala Ginny.
U Harryju Potteru i Princu miješane krvi postao je i rezervni lovac nakon nezgode Katie Bell s ukletom ogrlicom.